# Centro de um grupo
Na teoria dos grupos, o centro de um grupo é o conjunto dos elementos que comutam com todos os outros elementos. O centro de um grupo G representa-se normalmente por Z(G) (Z vem do alemão Zentrum):
{\textstyle Z(G)=\{z\in G\ |\forall \,g\in G\,\ g*z=z*g\}}.
É fácil ver que Z(G) é um subgrupo de G.